# Kimovec
Kimovec je priimek v Sloveniji, ki so ga po podatkih Statističnega urada Republike Slovenije na dan 1. januarja 2010 uporabljale 204  osebe.

## Znani nosilci priimka
- Demeter Kimovec (1909—1994), kemik, tekstilnokemijski tehnolog
- Franc Kimovec (1878—1964), cerkveni glasbenik, skladatelj in zborovodja; ljubljanski stolni dekan in prošt
- Franc Kimovec - Žiga (1909—1983), učitelj in politik, častni član Prirodoslovnega društva Slovenije (1979)
- Jože Kimovec (*1932), zbiratelj predmetov iz ruralne kulture